# Diocesi di Hwalien
La diocesi di Hwalien (in latino: Dioecesis Hvalienensis) è una sede della Chiesa cattolica a Taiwan suffraganea dell'arcidiocesi di Taipei. Nel 2021 contava 56.233 battezzati su 538.927 abitanti. È retta dal vescovo Philip Huang Chao-ming.

## Territorio
La diocesi comprende le contee di Taitung e Hualien nella parte orientale dell'isola di Taiwan.
Sede vescovile è la città di Hwalien, dove si trova la cattedrale di Maria Aiuto dei Cristiani.
Il territorio si estende su 8.144 km² ed è suddiviso in 47 parrocchie, raggruppate in 9 decanati.

## Storia
La prefettura apostolica di Hwalien fu eretta il 7 agosto 1952 con la bolla Ad Christi regnum di papa Pio XII, ricavandone il territorio dalla diocesi di Kaohsiung e dalla prefettura apostolica di Taipei (oggi arcidiocesi).
Il 1º marzo 1963 la prefettura apostolica è stata elevata a diocesi con la bolla Apostolica praefectura di papa Giovanni XXIII.

## Cronotassi dei vescovi
Si omettono i periodi di sede vacante non superiori ai 2 anni o non storicamente accertati.
- Sede vacante (1952-1974)

- Matthew Kia Yen-wen † (14 dicembre 1974 - 15 novembre 1978 nominato arcivescovo di Taipei)
- Paul Shan Kuo-hsi, S.I. † (15 novembre 1979 - 4 marzo 1991 nominato vescovo di Kaohsiung)
- Andrew Tsien Chih-ch'un † (23 gennaio 1992 - 19 novembre 2001 ritirato)
- Philip Huang Chao-ming, dal 19 novembre 2001

## Statistiche
La diocesi nel 2021 su una popolazione di 538.927 persone contava 56.233 battezzati, corrispondenti al 10,4% del totale.
| anno | popolazione | popolazione | popolazione | presbiteri | presbiteri | presbiteri | presbiteri                | diaconi | religiosi | religiosi | parrocchie |
| anno | battezzati  | totale      | %           | numero     | secolari   | regolari   | battezzati per presbitero | diaconi | uomini    | donne     | parrocchie |
| ---- | ----------- | ----------- | ----------- | ---------- | ---------- | ---------- | ------------------------- | ------- | --------- | --------- | ---------- |
| 1969 | 57.658      | 597.051     | 9,7         | 77         | 5          | 72         | 748                       |         | 77        | 82        | 42         |
| 1980 | 53.326      | 653.000     | 8,2         | 66         | 12         | 54         | 807                       |         | 58        | 113       | 45         |
| 1990 | 57.810      | 622.746     | 9,3         | 55         | 20         | 35         | 1.051                     |         | 39        | 111       | 44         |
| 1999 | 58.314      | 606.538     | 9,6         | 48         | 21         | 27         | 1.214                     |         | 29        | 87        | 45         |
| 2000 | 55.454      | 603.487     | 9,2         | 48         | 35         | 13         | 1.155                     |         | 15        | 100       | 45         |
| 2001 | 55.649      | 598.942     | 9,3         | 50         | 37         | 13         | 1.112                     |         | 15        | 79        | 45         |
| 2002 | 56.057      | 597.751     | 9,4         | 50         | 37         | 13         | 1.121                     | 1       | 15        | 89        | 45         |
| 2003 | 56.262      | 596.766     | 9,4         | 64         | 52         | 12         | 879                       |         | 15        | 89        | 52         |
| 2004 | 56.327      | 595.111     | 9,5         | 54         | 26         | 28         | 1.043                     |         | 31        | 89        | 54         |
| 2006 | 56.810      | 586.241     | 9,7         | 54         | 43         | 11         | 1.052                     |         | 13        | 99        | 56         |
| 2013 | 56.844      | 561.442     | 10,1        | 42         | 36         | 6          | 1.353                     |         | 8         | 92        | 47         |
| 2016 | 56.567      | 553.919     | 10,2        | 43         | 37         | 6          | 1.315                     |         | 8         | 86        | 47         |
| 2019 | 56.401      | 548.870     | 10,3        | 44         | 33         | 11         | 1.281                     |         | 12        | 83        | 47         |
| 2021 | 56.233      | 538.927     | 10,4        | 46         | 41         | 5          | 1.222                     |         | 6         | 85        | 47         |